# Зандер, Эрнст
Эрнст Вилли Курт Зандер (нем. Ernst Willy Kurt Sander; 14 марта 1916, Циндао — 6 июля 1989, Гельзенкирхен, ФРГ) — обершарфюрер СС, служащий гестапо в Нидерзаксверфене.

## Биография
Эрнст Зандер родился 14 марта 1916 года. С 1922 по 1930 год посещал народную школу в Дойч-Илау. С 1930 по 1934 год учился на электрика, сдав экзамен на звание подмастерья в 1934 году. В 1933 году был зачислен в ряды СС. С 1934 по 1936 года служил в лейбштандарте
СС «Адольф Гитлер», а потом состоял в охране предприятия Braunkohle-Benzin AG в Магдебурге. 1 марта 1935 года вступил в НСДАП.
С 1939 года служил  в отделениях гестапо в Праге и Данциге, а с мая 1940 года — в пограничном комиссариате в Готтенхафене. С января 1944 по апрель 1945 года служил в отделении гестапо в Нидерзаксверфене и отвечал за предотвращение саботажа на заводе Миттельверк. Зандер избивал заключённых при допросах в концлагере Дора-Миттельбау и филиале лагеря  Бёлке-Казрне, чтобы выявить членов лагерного подполья и предотвратить акты саботаж при изготовлении ракетного оружия. 
По окончании войны скрылся, взяв фамилию Забински, и вёл бизнес  в Ботропе по ремонту и обслуживанию электрооборудования. На процессе по делу о преступлениях в концлагере Дора, который начался 17 ноября 1967 года в Эссене, Зандеру вместе с Гельмутом Бишоффом, бывшим начальником полиции безопасности в запретной зоне в Миттельбау, и бывшим надзирателем Эрвином Буста было предъявлено обвинение. 8 мая 1970 года земельным судом Эссена был приговорён к семи с половиной годам тюремного заключения, однако ему не пришлось отбывать наказание.